# Brighton Beach (metropolitana di New York)
Brighton Beach è una stazione della metropolitana di New York, situata sulla linea BMT Brighton. Nel 2014 è stata utilizzata da 3 872 092 passeggeri.
È servita dalle linee B Sixth Avenue Express, attiva solo nei gironi feriali fino alle 23:00, e Q Broadway Express, sempre attiva.